# 陳怡君 (政治人物)
陳怡君（英語：Chen E-Jun，1979年5月4日—），臺灣政治人物，現任臺北市議會議員（第四選舉區，民主進步黨籍）。
陳怡君曾是民進黨內派系正國會成員，並曾擔任臺北市黨部執行長。

## 生平
陳怡君出生於臺北市，母親張賦脈為大同區保安里里長。求學時期於當地大龍國小、明倫國中及泰北高中就讀，而後取得東海大學中文系學士學位。她後續取得東海大學政治所碩士，並在國立臺灣大學進修公共事務碩士在職專班（EMPA）。
陳怡君曾任臺北市議員羅宗勝助理、游錫堃辦公室秘書、民進黨臺北市黨部執行長。
2018年台北市議員選舉，陳怡君在正國會及簡余晏挹注下成功通過黨內初選。後順利當選並連任。
在2023年9月的大直民宅塌陷事故中，陳怡君指控基泰建設早知周遭房屋出現問題卻消極處理，也指控台北市政府護航建商才導致意外。她後與時任台北市議員王世堅告發基泰建設嚴重違反公共安全，涉嫌犯下公共危險罪。

## 爭議

### 兒少事件不當指控
2023年10月20日，陳怡君召開記者會，指控一幼稚園涉嫌虐待兒童。臺北市教育局調查後認定無虐童情形，幼稚園因而向陳求償。2025年3月，臺北地院認為陳未經合理查證，但因為幼稚園屬於非營利法人，無法請求撫慰金或商譽損失。

### 涉嫌詐領助理費
陳怡君涉嫌以四名親友充作人頭助理，詐領助理費300多萬元，在2025年2月12日被臺灣士林地方檢察署和法務部調查局臺北市調查處搜索及約談，臺北地方法院於同日裁定陳怡君以100萬元交保、限制出境、出海、住居。經檢方抗告，臺灣士林地方法院在2月20日裁定羈押禁見，送往法務部矯正署臺北女子看守所。6月3日，陳怡君被依貪污罪起訴。

### 涉嫌收賄
2025年6月，士林地檢署表示，另案查出陳怡君及其研究室主任張惠霖，在2023年8月至2025年2月間,涉嫌收受品嘉建設董事長胡偉良等人逾70萬元之賄賂，以關說、辦理現勘等方式，施壓北市府之審核單位等，加速建照申請及行道樹遷移等相關行政程序，將陳怡君依《貪污治罪條例》不違背職務收受賄賂罪起訴。

## 選舉紀錄
| 年度 | 選舉屆數               | 選舉區           | 所屬政黨   | 得票數 | 得票率 | 當選標記 | 備註 |
| ---- | ---------------------- | ---------------- | ---------- | ------ | ------ | -------- | ---- |
| 2018 | 第十三屆臺北市議員選舉 | 臺北市第四選舉區 | 民主進步黨 | 15,136 | 8.18%  |          |      |
| 2022 | 第十四屆臺北市議員選舉 | 臺北市第四選舉區 | 民主進步黨 | 15,782 | 8.79%  |          |      |

## 外部連結
- 陳怡君的Facebook專頁